# 關廷訪
關廷訪（1557年—17世紀），字君問，號對墀，河南南陽府泌陽縣人，明朝政治人物。

## 生平
生于嘉靖丁巳三月初一日。治書经。萬曆元年（1573年），關廷訪中式癸酉科河南鄉試第十三名舉人，萬曆二十三年（1595年）中乙未科會試第二百七名，三甲二百十八名進士，户部觀政，二十四年十月授陕西西鄉縣知縣；廉明處理政務，又在當地修葺書院、聚集士子、親自講課，很快當地就有學生中舉人居民有冤屈，他也會尋根究柢，釋放無罪者。三十一年他升任南京刑部主事，三十四年升郎中，三十五年外任太原知府，三十九年官至山西按察司清軍道副使，後主持編寫《太原府志》。

## 家族
曾祖关智。祖关禄。父关珊，歲贡。前母王氏，母吴氏。永感下。兄廷诏。娶陈氏。子毓凤、毓麟。

## 引用
1. 1 2  同治《新建縣志·卷四十·賢良上》：關廷訪，字對墀，萬歷癸酉舉人，乙未進士。初授西鄉令，蒞政廉明；前此西鄉少嗜學，未有科第，廷訪乃葺書院、聚多士、躬為講課，期年遂有領賢書者。邑人有奇冤難辨，廷訪摘其根抵，冤者得釋；擢南刑曹，尋陞太原知府，遷本省按察使副使。
2. ↑  《萬曆二十三年乙未科進士同年序齒錄》
3. ↑  《萬曆二十三年乙未科進士履歷》：關廷訪，对墀，書一房，丁巳三月初一日生。泌阳卫人，癸酉十三名，会试二百七名，三甲二百十八名。户部政，丙申授西乡知县，癸卯升南刑部主事，丙午升郎中，丁未升山西太原知府，辛亥升山西清軍副使。